# Dromaeosauridae
A Dromaeosauridae (jelentése ’futó gyíkok’, az ógörög δρομευς / dromeusz ’futó’ és σαυρος / szaürosz ’gyík’ szavak összetételéből) egy többnyire madárméretű theropoda dinoszauruszokat tartalmazó család. E kis és közepes méretű húsevők virágkora a kréta időszakra esett. A csoport tagjaira gyakran nem hivatalosan (a Jurassic Park című film által népszerűbbé tett megnevezéssel), raptorokként hivatkoznak (a Velociraptor neve alapján); egyes nemek neve tartalmazza is e szót, ami hangsúlyozza madárszerű megjelenésüket.
A dromaeosauridák fosszíliáit Észak-Amerika, Európa, Afrika, Japán, Kína, Mongólia, Madagaszkár, Argentína és az Antarktisz területén is megtalálták. Magyarországon a Magyar Természettudományi Múzeum és az Eötvös Loránd Tudományegyetem Őslénytani Tanszékének munkatársai által 2000 óta a Bakonyban Iharkútnál végzett ásatások eredményeként került elő négy különböző dinoszaurusz maradvány, melyek közül kettő a theropodákhoz sorolt dromaeosaurida volt.
Először a középső jura korban, közelebbről a késő bathi alkorszakban jelentek meg, 164 millió évvel ezelőtt, és egészen a kréta végéig (a 66 millió évvel ezelőtt végződő maastrichti korszakig), a kréta–tercier kihalási eseményig, több mint 100 millió éven át fennmaradtak. A dromaeosauridák középső jura kori jelenlétét elszigetelt fosszilis fogak felfedezése igazolja, ebből az időből származó testfosszíliákat nem találtak.

## Anatómia

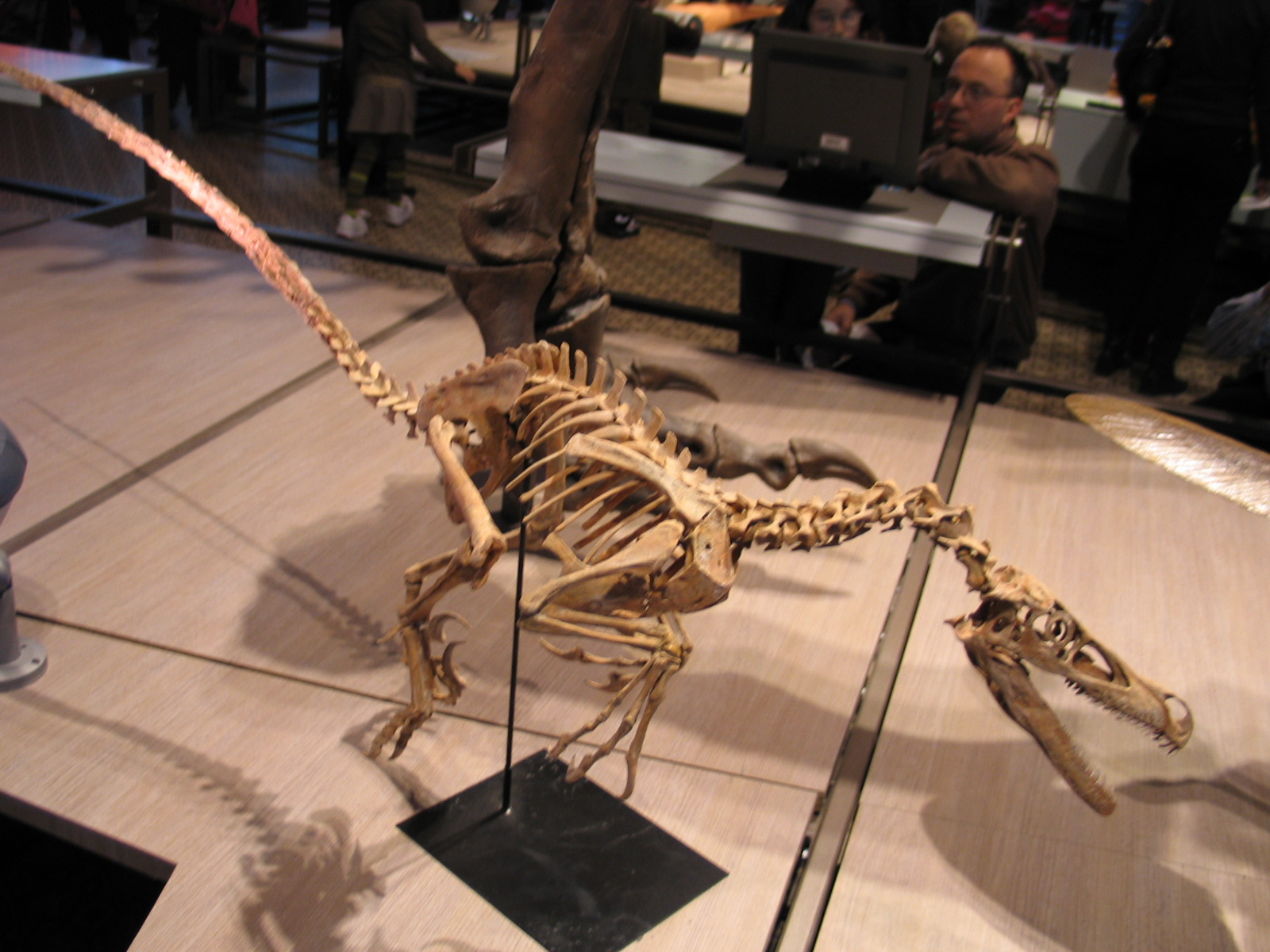
A Velociraptor mongoliensis felállított csontváza a Természettudományok Belga Királyi Intézetében (Institut Royal des Sciences naturelles de Belgique), Brüsszelben

Az egyedi dromaeosaurida testfelépítés segített feléleszteni azokat az elméleteket, amelyek szerint legalább a dinoszauruszok egy része aktív, gyors és a madarakhoz közel álló élőlény lehetett. Robert T. Bakker John Ostrom 1969-es cikkéhez készült illusztrációja, amely a dromaeosauridák közé tartozó Deinonychust gyorsan futó állatként mutatja be, az egyik legjelentősebb őslénytani rekonstrukció. A dromaeosaurida testfelépítés részét képezi az aránylag nagyméretű koponya, a fűrészes fogazat, a keskeny pofa és az előre néző szempár, ami bizonyos mértékű binokuláris látást jelez. A dromaeosauridák, a legtöbb theropodához hasonlóan mérsékelten S alakú nyakkal rendelkeztek, törzsük pedig aránylag rövid és magas volt. Más maniraptorákra jellemzően három hosszú karmos ujjal (a középső ujjnál rövidebb második és egy annál rövidebb első ujjal) ellátott kezekben végződő megnyúlt karjaik voltak, melyeket bizonyos fajoknál a testhez lehetett hajlítani. Csípőjükhöz egy jellegzetesen nagy szeméremcsont tartozott, melynek nyúlványa a farok töve felé irányult. A második lábujjukon egy nagy, hajlított karom helyezkedett el. Farkuk vékony volt, hosszú és vékony farokcsigolyáikról a 14. csigolyától kezdődően hiányoztak a felső és alsó csigolyanyúlványok.

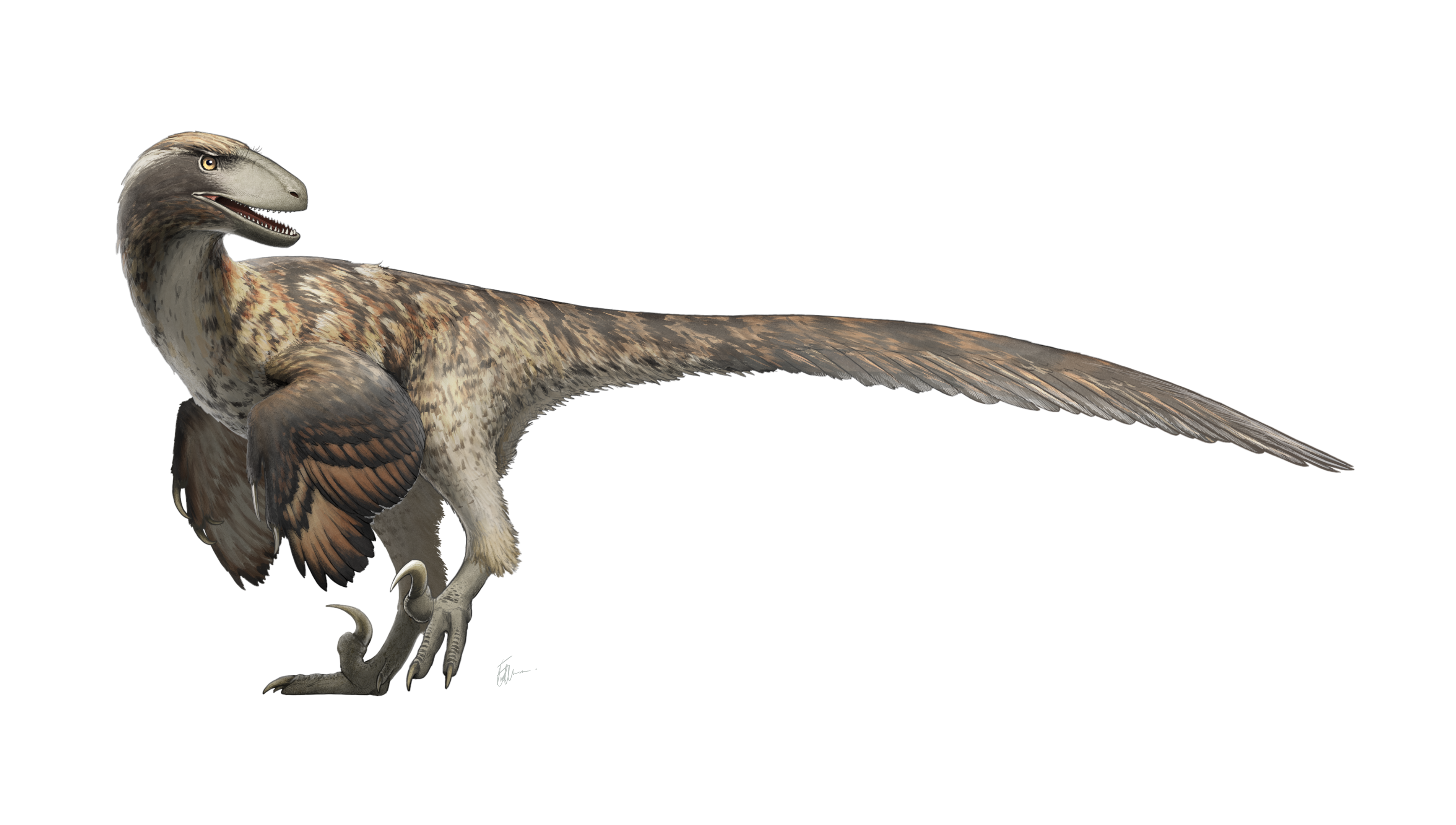
A Deinonychus antirrhopus rekonstrukciója

Jelenleg legalább az egyikük esetében bizonyított, a többinél pedig valószínűsíthető, hogy a testüket tollak borították, melyek között nagy, zászlós szárny- és faroktollak is voltak, Ez az 1980-as évek közepén még csak feltételezett tulajdonság, amit az 1999-ben történt felfedezések igazoltak, jelentős változást hozott a dromaeosauridák művészetben és filmben való ábrázolásában (lásd lentebb a „Tollak” szakaszt).

### Láb

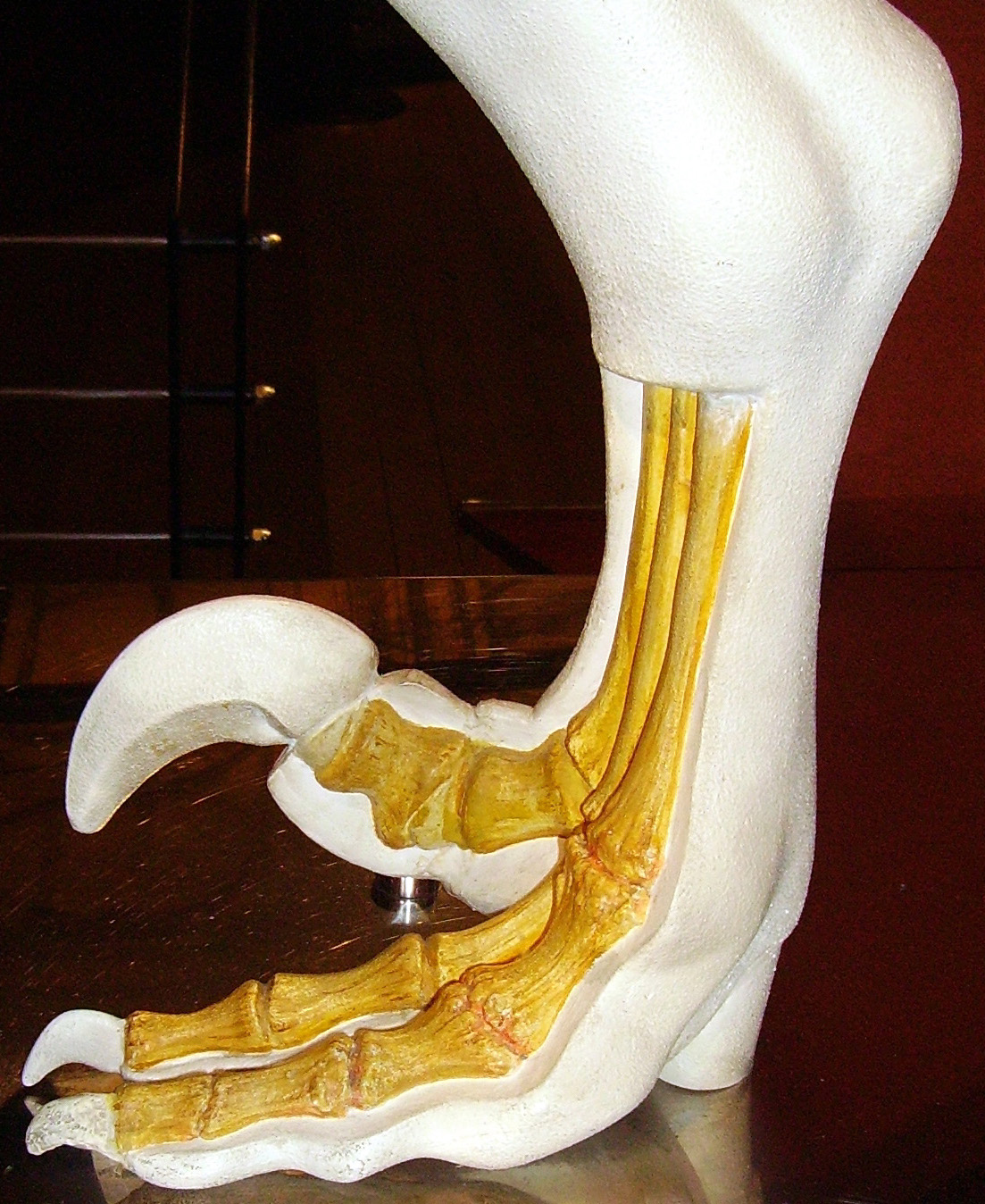
Egy dromaeosaurida lábcsontjainak modellje

Más theropodákhoz hasonlóan a dromaeosauridák két lábon jártak. Azonban amíg a theropodák többségénél a négyből három lábujj érintkezett a talajjal, addig a legtöbb deinonychosaurus, köztük a dromaeosauridák fosszilizálódott lábnyomai azt igazolják, hogy ezek az állatok a második ujjukat a talaj felett, túlfeszített helyzetben tartották, és a súlyukat csak a harmadik és a negyedik lábujj tartotta. A második lábujjon levő szokatlanul nagy, sarló alakú karom az elképzelések szerint a zsákmány megragadására és fára mászásra is használható volt (lásd lentebb a „Karom funkciók” szakaszt). Ez a karom kimondottan pengeszerű volt a nagy testű ragadozók, az eudromaeosaurusok esetében. Az egyik eudromaeosaurus faj, a Balaur bondoc az első lábujján egy olyan karommal rendelkezett, ami a másodikon levővel együtt nagymértékben módosult. A B. bondoc első és második lábujjain levő karmok egyaránt felemelhetőek voltak, és megnagyobbodott sarló alakot formáztak.

### Farok
A dromaeosauridák farka hosszú volt. A farok nagy részéhez csontos, botszerű kinövések, továbbá, egyes fajok esetében elcsontosodott inak tartoztak. A Deinonychusról írt cikkében Ostrom kijelentette, hogy ezek a jellegzetességek annyira merevvé tették a farkat, hogy az csak a tövénél volt képes meghajlani, így az egész egyetlen merev emelőkarként mozgott. Azonban a Velociraptor mongoliensis egyik jó állapotban megmaradt (IGM 100/986 katalógusszámú) példányának összefüggő farokcsigolyái vízszintes, elnyújtott S alakban meghajolva őrződtek meg. Ez arra utal, hogy az élő állatnál a farok oldalirányban valamelyest rugalmas volt. Az is felvetődött, hogy a farok futás közben vagy a levegőben ellensúlyként és/vagy stabilizátorként működött; a Microraptornál meghosszabbodott tollakból álló gyémánt alakú legyező őrződött meg a farok végénél. Ez aerodinamikai stabilizátorként és kormánylapátként segíthette a vitorlázást vagy az evezőszárnyú repülést (lásd lentebb a „Repülés és vitorlázás” szakaszt).

### Méret

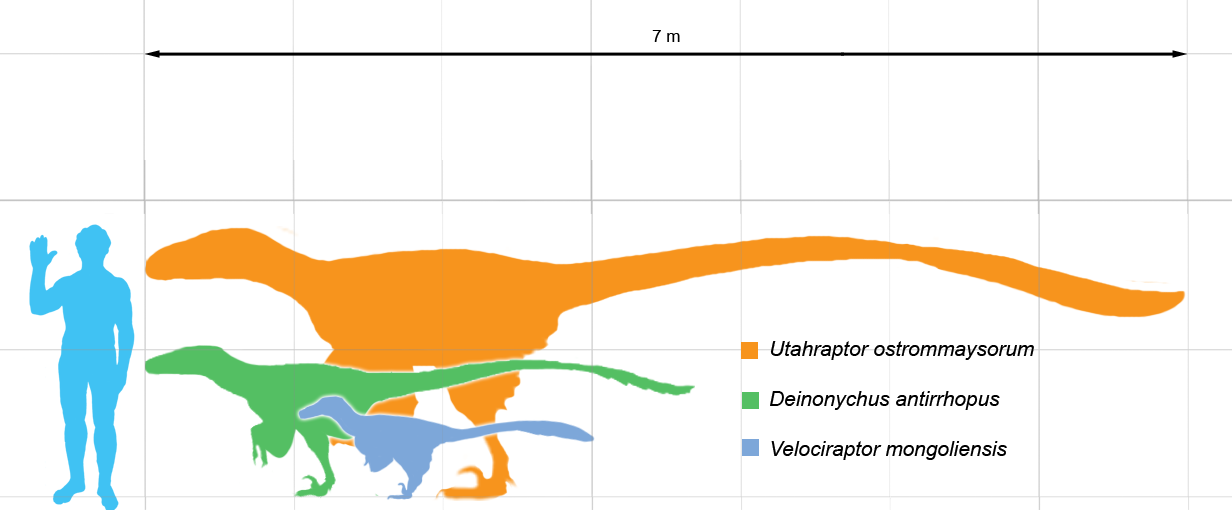
Különféle dromaeosauridák és az ember méretének összehasonlítása

A dromaeosauridák kis és közepes méretű dinoszauruszok voltak, a hosszuk 0,7 és 6 méter között változott (0,7 méter a Mahakala, 6 méter a Utahraptor és az Achillobator esetében). Egyesek azonban nagyobbra is nőhettek; a Brigham Young University gyűjteményéhez tartozó Utahraptor példányok elérhették a 11 méteres hosszúságot, bár alaposabb vizsgálatokat igényelnek. Úgy tűnik, hogy a nagy méret legalább kétszer fejlődött ki a dromaeosauridáknál; először a dromaeosaurinák közé tartozó Utahraptornál és Achillobatornál, másodszor pedig a unenlagiináknál (az 5 méter hosszúságot elérő Austroraptornál). Az óriás dromaeosauridák lehetséges harmadik fejlődési vonalát képviselhetik az angliai Wight-szigeten talált különálló fogak. Ezek a fogak egy Utahraptor méretű dromaeosaurinához tartoztak, de az alakjuk jobban hasonlít a velociraptorinák fogaira.
A valaha leírt legkezdetlegesebb és legkisebb dromaeosaurida a Mahakala. Ez a lelet több kezdetleges rokona például a Microraptor és a troodontida Anchiornis kis méretű maradványaival együtt azt jelzi, hogy a dromaeosauridák, a troodontidák és a madarak – a Paraves néven ismert csoport – közös őse feltehetően egy kis, 65 centiméter hosszú, 600–700 gramm tömegű dinoszaurusz volt.

### Tollak

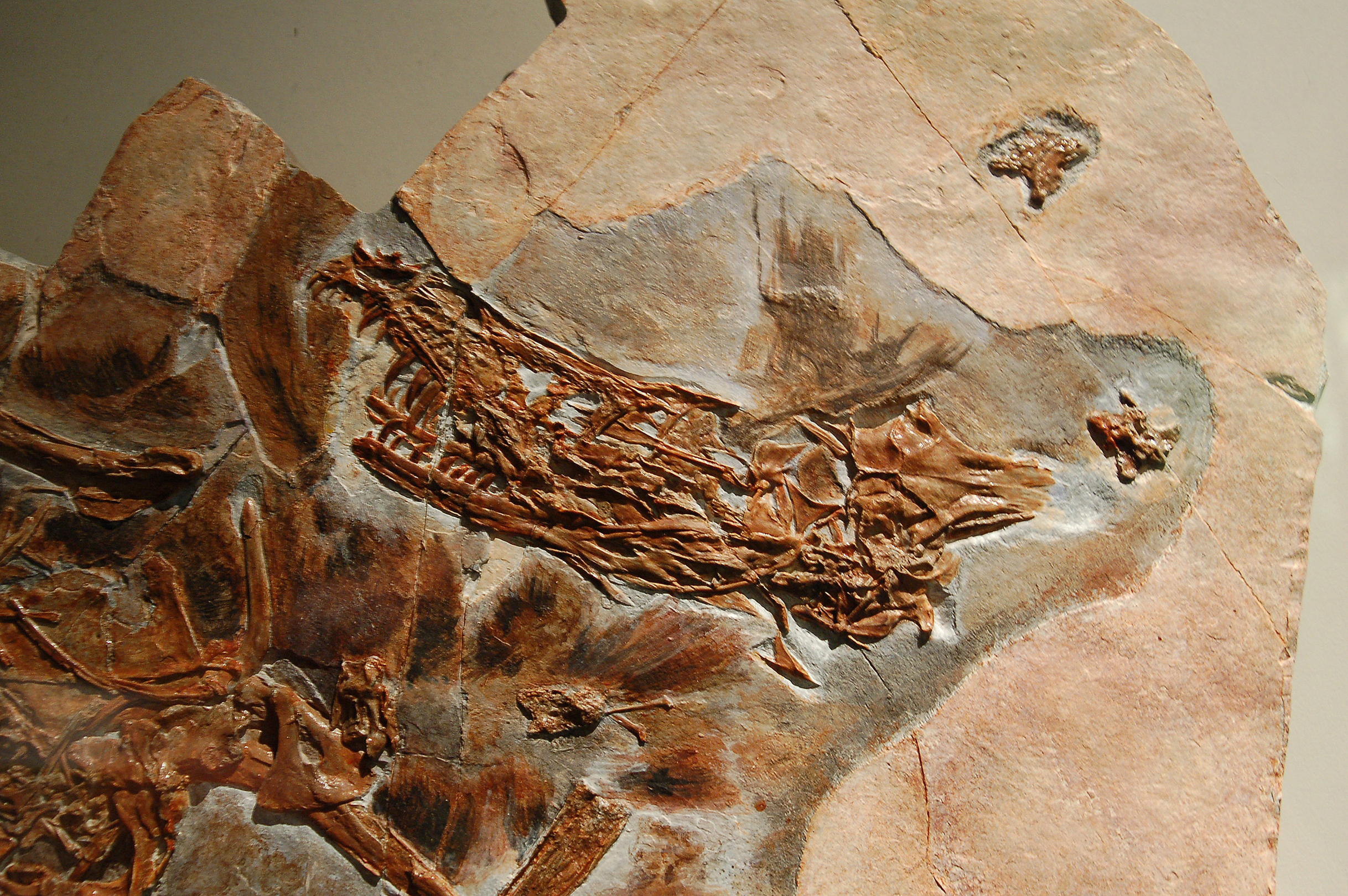
A Sinornithosaurus millenii fosszíliája elsőként szolgált bizonyítékkal a tollak jelenlétére a dromaeosauridák esetében

Létezik bizonyíték arra vonatkozóan, hogy a dromaeosauridák testét tollak borították. Egyes dromaeosaurida fosszíliák a kezeiknél, karjaiknál és farkuknál hosszú kontúrtollak, a testüknél pedig rövidebb, pehelyszerű tollak lenyomataival őrződtek meg. Más fosszíliák, melyeknél nem fedezhetők fel a tollak lenyomatai, őrzik a mellső lábcsontokon levő csomókat, melyekhez az élő állatnál tollak kapcsolódhattak. Ehhez igen hasonló tollazat figyelhető meg az Archaeopteryx esetében is.
Az első dromaeosaurida, amely döntő bizonyítékot nyújtott a tollakra vonatkozóan, a Sinornithosaurus volt, melyről a kínai Xu Xing (Hszü Hszing) és kollégái számoltak be 1999-ben. Más tollas testű dromaeosaurida fosszíliák is előkerültek, némelyikük teljesen kifejlett szárnytollakkal is rendelkezett. A Microraptor fosszíliáján egy, a hátsó lábakon elhelyezkedő második pár szárny tekinthető meg. Bár a közvetlen toll-lenyomatok létrejöttét csak finom szemcséjű üledék teszi lehetővé, az egyes érdesebb kőzetekben megtalált fosszíliák is utalnak a tollak jelenlétére a tollszár csomók által, melyek egyes madaraknál a szárnytollak kapcsolódási pontjaiként szolgálnak. Az olyan dromaeosauridák, mint a Rahonavis és a Velociraptor, tollszár csomókkal együtt kerültek elő, ami azt mutatja, hogy ezek a dinoszauruszok tollasak voltak, annak ellenére, hogy tollas lenyomataikat nem találták meg. Ennek fényében igen valószínű, hogy a nagyobb talajlakó dromaeosauridák is tollakat viseltek, a mai röpképtelen madarakhoz hasonlóan, és hogy az olyan, aránylag nagy méretű dromaeosauridák is, mint a Velociraptor, megtartották kontúrtollaikat. Bár egyes tudósok szerint a nagyobb dromaeosauridák elveszítették hőszigetelő tollaik egy részét vagy egészét, a tollas Velociraptor példányok felfedezését olyan bizonyítékoknak tekintik, amelyek arra utalnak, hogy a család valamennyi tagja megőrizte a tollazatát.

## Ősbiológia

### Karom funkciók

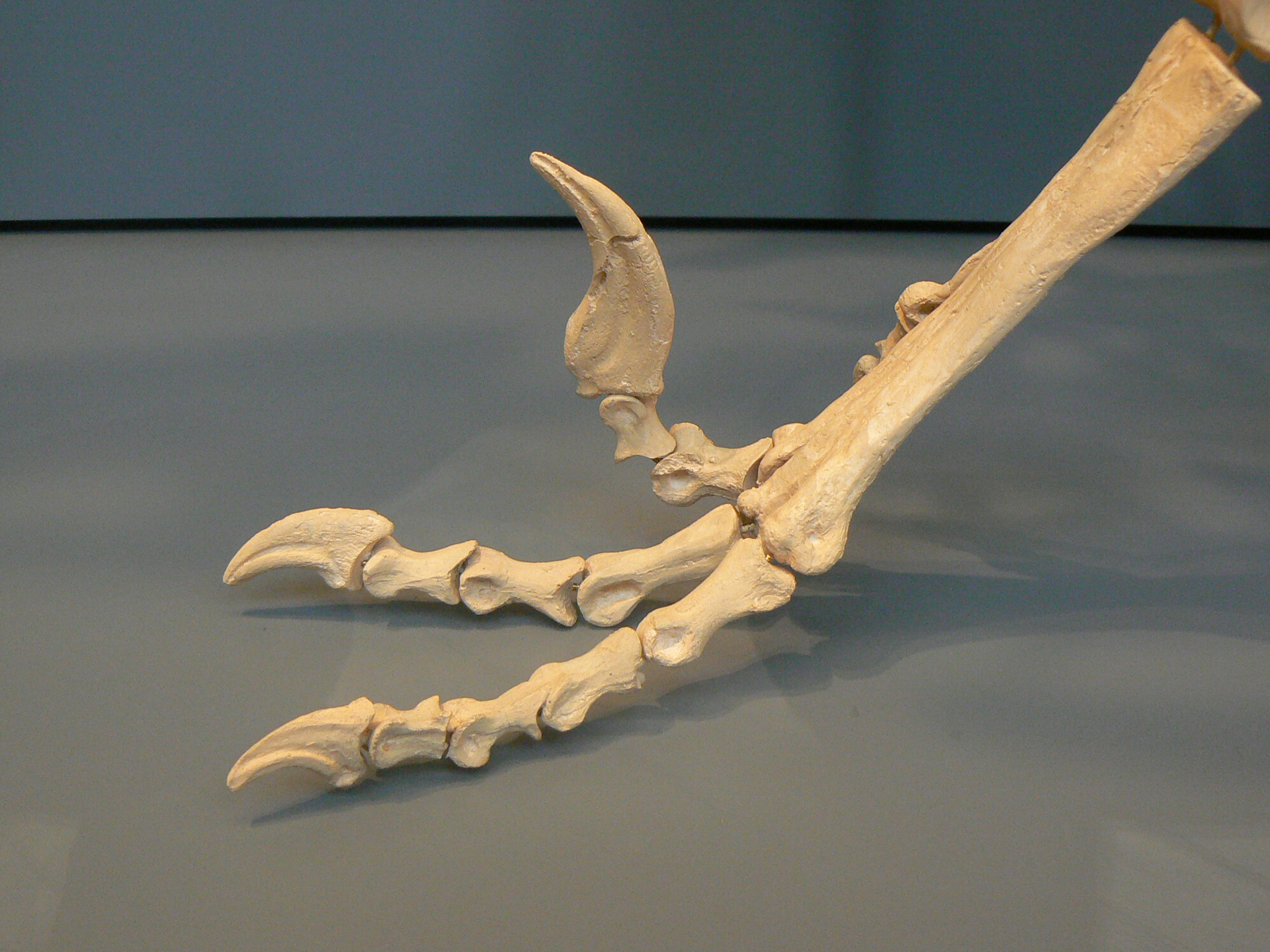
A Dromaeosaurus lába és „sarló karma”

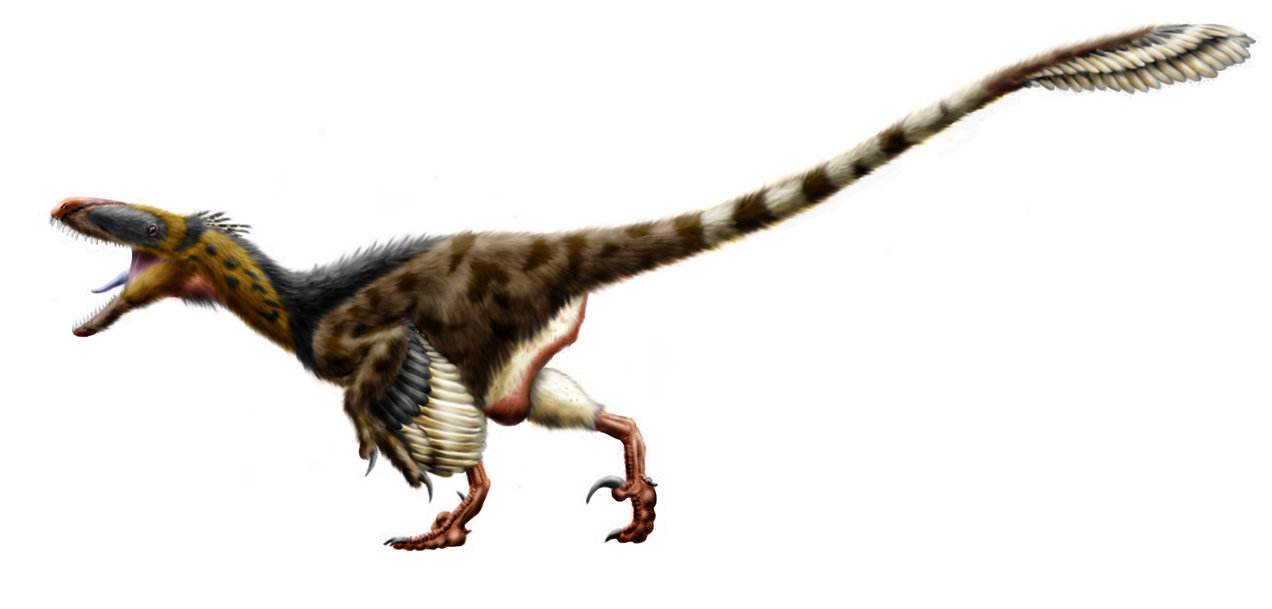
Az Achillobator rekonstrukciója

Jelenleg nincs egyetértés a második lábujjon levő megnagyobbodott „sarló karom” funkcióját illetően. 1969-ben, amikor John Ostrom leírást készített a Deinonychusról, a karmot pengeszerű, a Homotherium szemfogaihoz hasonlóan működő, hasításra használt fegyverként értelmezte, ami az erőteljes rúgások révén hatolt be a zsákmányba. Dawn Adams 1987-ben felvetette, hogy a lábkarom a nagy ceratopsia dinoszauruszok kibelezésére szolgált. A sarló karmot minden dromaeosaurida esetében gyilkos fegyverként értelmezték. Azonban Phillip L. Manning és szerzőtársai a korábbi könnycsepp alakútól eltérő ellipszis keresztmetszetű rekonstrukciót készítve a szarubevonatról kijelentették, hogy a karmot inkább kampóként használták. Manning szerint a második lábujj karma a mászást segítette a nagyobb méretű zsákmány legyűrése közben, emellett pedig szúrófegyver is volt.
Ostrom összehasonlítást végzett a Deinonychus, a strucc és a kazuár között, Megjegyezte, hogy a madárfajok a második lábujjukon levő karommal súlyos sérülést okozhatnak. A kazuár karma a 125 milliméteres hosszúságot is elérheti. Ostrom E. Thomas Gillard 1958-as művét idézve kijelentette, hogy a futómadarak képesek a kar elmetszésére, illetve az ember kibelezésére. Christopher P. Kofron (1999-ben és 2003-ban) 241 dokumentált kazuártámadást átvizsgálva a halállal végződött esetek áldozatai között egy embert és két kutyát talált, arra azonban nem talált bizonyítékot, hogy a kazuárok képesek lennének állatok kizsigerelésére vagy megcsonkítására. A kazuárok a veszélyt jelentő állatokkal szembeni védekezés során fenyegető pózt vesznek fel, és a karmaikkal támadnak. A kígyászdarufélék második lábujján szintén található egy megnagyobbodott karom, amivel ezek az állatok a zsákmányukat könnyen lenyelhető darabokra tépik szét.
Phillip Manning és kollégái 2009-ben megpróbálták tesztelni a sarló karom és mellső lábak hasonló alakú karmainak működését. A Velociraptor egyik mellső karmáról röntgen képalkotás segítségével létrehozott háromdimenziós ábrával biomechanikai elemzést készítettek arról, hogyan oszlik el a nyomás és a feszültség a karmokon és a végtagokban. Összehasonlításképpen elemezték egy modern ragadozó madár, az uhu karmának felépítését. Úgy találták, hogy a nyomáseloszlás módja a karmokat ideálissá teszi a mászásra. A tudósok megállapították, hogy a karom hegyes vége lyukasztásra és fogásra is alkalmas volt, míg a görbe és kiszélesedett karomtő a terhelés egyenletesen elosztását segítette.
Manning csapata összevetette a dromaeosaurida sarló karom görbületét a modern madarakéval és az emlősökével. A korábbi tanulmányok kimutatták, hogy a görbület mértéke megfelel az állat életstílusának: az erősen görbülő és bizonyos formájú karommal rendelkező állatok mászó, az egyenesebb karmúak pedig falakó életmódot folytatnak. A Deinonychus sarló karmainak görbülete 160°, ami alapján a mászó állatok kategóriájába tartozik. A mellső lábak karmai szintén a mászó állatokénak felelnek meg.
Peter Makovicky őslénykutató Manning csapatának munkájával kapcsolatban megjegyezte, hogy a kis, kezdetleges dromaeosauridák (mint például a Microraptor) valószínűleg famászók voltak, de a mászás nem ad magyarázatot arra, hogy a későbbi óriás dromaeosauridák, mint például az Achillobator, melyek túl nagyok voltak a mászáshoz, miért tartották meg erősen görbült karmaikat. Makovicky felvetette, hogy az óriás dromaeosauridák karma talán teljesen a zsákmány fogva tartásához adaptálódott.
Phil Senter 2009-es tanulmányában bemutatta, hogy a dromaeosauridák lábujjai a mozgásterjedelmük révén alkalmasak voltak a kemény rovarfészkek kiásására. Senter kijelentette, hogy az olyan kis dromaeosauridák, mint a Rahonavis és a Buitreraptor elég kicsik voltak ahhoz, hogy részben rovarevő életmódot folytassanak, míg a nagyobb nemek, például a Deinonychus és a Neuquenraptor képesek lehettek a rovarfészkekben élő gerincesek elejtésére. Azonban Senter nem vizsgálta meg, hogy a dromaeosauridák erősen görbült karmai elősegítették-e ezt a tevékenységet.
Denver Fowler és munkatársai 2011-ben új elméletet vetettek fel arról, hogy a dromaeosauridák hogyan kapták el és fogták le áldozatukat. A "raptor pray restraint"-nek (RPR, magyarul kb. raptorok prédájának leszorítása) elnevezett vadászati modell szerint a dromaeosauridák a mai vágómadarakhoz hasonló módon ölték meg áldozataikat: rájuk ugrottak, testsúlyukkal leteperték, és sarló alakú karmaikkal erősen megragadták őket. Akárcsak a vágómadarak, a dromaeosauridák is elkezdték élve felfalni zsákmányukat, míg az bele nem halt a vérveszteségbe és szerveinek leállásába. Ezt az elképzelést főleg a dromaeosauridák és mai, ismert viselkedésű ragadozómadarak lábai és karmai közti morfológiai és méretbéli hasonlóságokra alapozták. Fowler rájött, hogy a dromaeosauridák lába és lábfeje leginkább a sasokéra és sólymokéra hasonlít, főleg a megnagyobbodott második karmuk és lábuk hatósugara miatt. A láb ereje és a rövid lábközépcsontok viszont inkább a baglyokéra hasonlítanak. Az RPR stratégia összhangban van a dromaeosauridák testfelépítésével, például szokatlan állkapocs- és karmorfológiájával. A kar nagy erő kifejtésére volt képes, de valószínűleg hosszú tollak borították, ezért talán ezek csapkodásával, valamint merev farkukkal őrizték meg egyensúlyukat, miközben a vonagló prédájukon álltak. Az állkapcsot Fowler és kollégái viszonylag gyengének találták, ezért ha a rúgások nem voltak elegendők a préda megölésére, a mai, szintén gyenge állkapcsú komodói varánuszhoz hasonlóan harapásaikkal fűrészszerű mozgást hajtottak végre. E ragadozóadaptációk együttese talán megmagyarázza, miért kezdtek a paravesek verdesni a szárnyaikkal.

### Csoportos viselkedés
A Deinonychus fosszíliáit kis csoportokban fedezték fel, egy nagyobb madármedencéjű dinoszaurusz, a növényevő Tenontosaurus maradványai közelében. Ezt bizonyítékként értelmezték arra vonatkozóan, hogy a dromaeosauridák koordinált falkákban vadásztak, ahogy némelyik modern emlős. Azonban nem minden őslénykutató találta meggyőzőnek a bizonyítékot, és egy újabb, 2007-ben megjelent tanulmányban Brian T. Roach és Daniel L. Brinkman kijelentették, hogy a Deinonychus talán valójában szervezetlen tömegbe gyűlt össze. A modern diapsida hüllők, köztük a madarak és a krokodilok (a dromaeosauridák legközelebbi rokonai) minimális együttműködést mutatnak a vadászat során; valójában rendszerint magányosan vadásznak, esetenként pedig összeverődnek egy előzőleg leölt állat teteme körül, ahol gyakoriak a fajtársak közötti konfliktusok. Például azokban az esetekben, amelyekben a komodói sárkány csoportokba gyűlve táplálkozik, a nagyobb példányok, melyek először esznek, megtámadhatják a tetemhez hozzáférni próbáló kisebbeket; ha a kisebb állat elpusztul, a többi rendszerint felfalja. Mikor ezt az információt figyelembe veszik a falkában vadászónak vélt dromaeosauridákat tartalmazó lelőhelyek esetében, úgy tűnik, hogy azok hasonlóságot mutatnak a komodói sárkányra vagy a krokodilra jellemző táplálkozási stratégiával. Az ilyen helyeken felfedezett Deinonychus csontvázak között találhatók majdnem felnőtt példányok is, melyek hiányzó testrészeit talán egy másik Deinonychus fogyasztotta el, amit Roach és szerzőtársai a tanulmányukban olyan bizonyítékként hoztak fel, ami szemben áll a csoportban vadászó állatok elméletével.

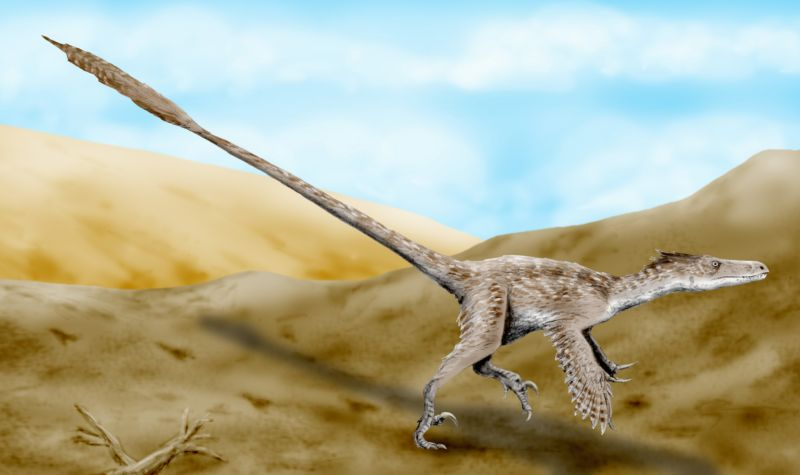
Egy nyomokat létrehozó Velociraptor rekonstrukciója

2007-ben a tudósok leírást készítettek az elsőként ismertté vált nagyobb dromaeosaurida lábnyomsorozatról, amit a kínai Shandongban fedeztek fel. Amellett, hogy igazolta az elméletet, ami szerint a sarló alakú lábkarmot a föld felett tartották, a vadcsapás (ami egy Achillobatorhoz hasonló méretű példány nyomait őrzi) arra is bizonyítékkal szolgált, hogy hat, nagyjából hasonló méretű állat együtt haladt ugyanabba az irányba egy partvonal mentén. A példányok nagyjából egy méter távolságra voltak egymástól, és aránylag lassú tempóban haladtak. A lábnyomokat leíró cikk szerzői szerint a lábnyomsor bizonyítékkal szolgál arra, hogy egyes dromaeosaurida fajok csoportokban éltek. Bár a nyomok nem mutatják a vadászó viselkedés jelét, az az elképzelés, hogy a dromaeosaurida csoport együtt vadászott, nem zárható ki.

### Repülés és vitorlázás
A repülés vagy vitorlázás képessége legalább két dromaeosaurida faj esetében is felmerült. Az első a Rahonavis ostromi (melyet eredetileg röpképes madárként osztályoztak, de a későbbi tanulmányok megállapították róla, hogy dromaeosaurida volt) képes lehetett az evezőszárnyú repülésre, amit hosszú mellső lábai és a rajtuk található, erős repülőtollak kapcsolódását lehetővé tevő tollszár csomók jeleznek. A Rahonavis erőteljesebb felépítésű volt, mint az Archaeopteryx és a fosszíliája bizonyítékkal szolgált arra, hogy a csontváza erős, az evezőszárnyú repüléshez szükséges ínszalagok kapcsolódására alkalmas pontokkal rendelkezett. Luis Chiappe ebből arra következtetett, hogy ezen adaptációk által a Rahonavis valószínűleg képes volt a repülésre, de a levegőben jóval ügyetlenebb lehetett a modern madaraknál.

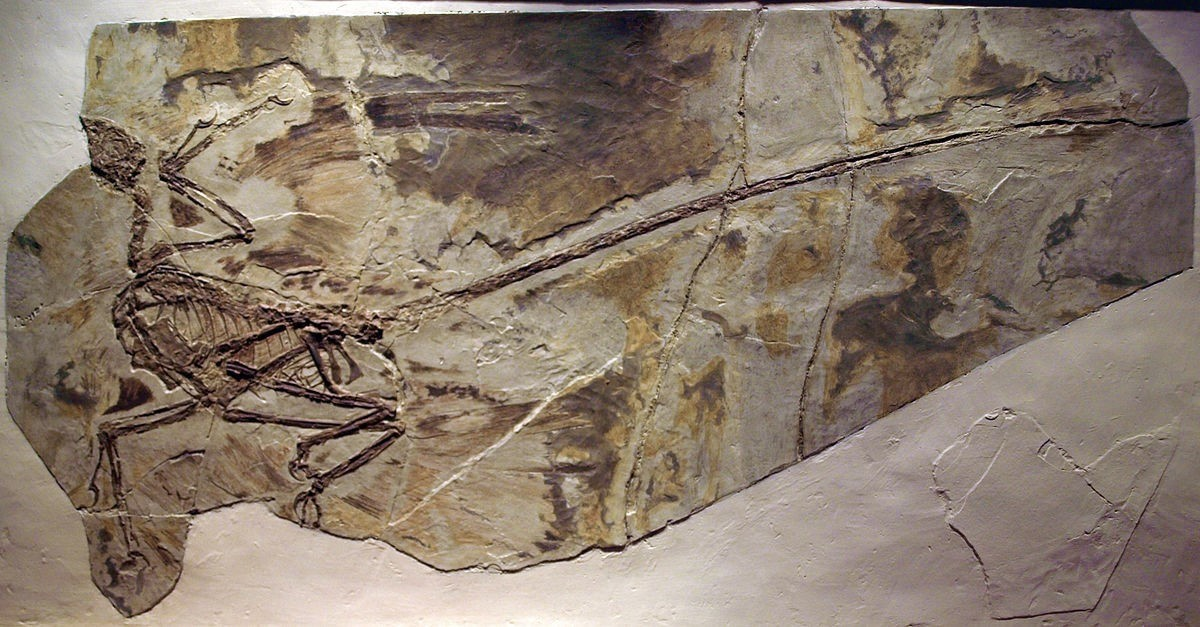
A Microraptor gui tollas szárnyak lenyomataival együtt megőrződött fosszíliája

A másik dromaeosaurida faj, a Microraptor gui a mellső és hátsó lábain levő jól fejlett szárnyak segítségével szintén képes lehetett a repülésre. Sankar Chatterjee a 2005-ös tanulmányában azt állította, hogy a Microraptor szárnyai úgy működtek, mint egy kétfedelű repülőgépé, így valószínűleg fugoid stílusban vitorlázott, azaz egy faágról elugorva, U alakú görbe mentén haladt lefelé, hogy végül felemelkedve leszálljon a következő fán, repülés közben pedig farka és hátsó szárnyai segítségével szabályozta a helyzetét és a sebességét. Chatterjee úgy találta, hogy a Microraptor a vitorlázás mellett rendelkezett azokkal az alapvető szükségletekkel is, amelyek az evezőszárnyú repülés fenntartásához kellenek.
Az evezőszárnyú repülés felvetődött a Cryptovolans pauli (jelentése „rejtett repülő”) esetében is, de valószínű, hogy a Cryptovolans valójában a Microraptor szinonimája.

### Érzékelés
A különféle dromaeosauridák (a Microraptor, a Sinornithosaurus és a Velociraptor) valamint a modern madarak és hüllők szklerotikus gyűrűinek összehasonlítása azt jelzi, hogy a dromaeosauridák (köztük a Microraptor és a Velociraptor) éjszakai ragadozók voltak, míg a Sinornithosaurus nappali, rövid időszakokra aktív életmódot folytatott.
A dromaeosauridák szaglógumóinak vizsgálatai feltárták, hogy ezen testrészek az arányaikat tekintve megfelelnek a jó szaglású, madarak közé nem tartozó egyéb theropodákénak és a modern madarakénak, például a tyrannosauridákénak és a pulykakeselyűének, ami valószínűleg azt tükrözi, hogy a szaglás fontos volt a dromaeosauridák napi tevékenységeinél, például az élelem keresésénél.

### Őspatológia
Bruce Rothschild és szerzőtársai 2001-ben egy tanulmányt jelentettek meg a theropoda dinoszauruszok stressztöréseit és avulziós töréseit igazoló bizonyítékokon végzett vizsgálataikkal, és az állatok viselkedésére vonatkozó következtetéseikkel kapcsolatban. Mivel a stressztöréseket inkább ismétlődő traumák okozzák, mint egyszeri események, valószínűbb, hogy ezek a sérülések a más jellegűektől eltérően a szokványos viselkedés során keletkeztek. A kutatók úgy találták, hogy a két megvizsgált, sérült dromaeosaurida kézkarom közül az egyik sérülését stressztörés okozta. A kéz karmainak stressztörése egyedi viselkedést jelez, szemben a lábkarmok hasonló töréseivel, melyeket futás vagy egyéb helyváltoztatás is eredményezhet. Sokkal valószínűbb, hogy a kéz sérülései a zsákmány legyűrése során keletkeztek.

## Osztályozás

### Madarakkal való rokonság

A Deinonychus (balra) és az Archaeopteryx mellső lábának hasonlósága csak egy a madarak és a dromaeosauridák számos közös jellemzője közül

A dromaeosauridák és a korai madarak (az Avialae vagy az Aves klád tagjai) több közös jellemzővel rendelkeznek. A dromaeosauridák és a madarak rokoni kapcsolatának pontos természete nagy mértékű kutatás tárgya, és a rokonságukra vonatkozó elméletek nagyban változtak a számos új bizonyíték megjelenésével. 2001 végén Mark Norell és kollégái elemzést végeztek egy coelurosaurus fosszíliákról szóló nagy tanulmányon, és arra az ideiglenes eredményre jutottak, hogy a dromaeosauridák, a sokkal távolabbi külcsoportnak számító troodontidákkal együtt jóval közelebbi kapcsolatban álltak a madarakkal. Emellett azt is kijelentették, hogy a Dromaeosauridae parafiletikus lehet az Avialae-hoz viszonyítva. 2002-ben Sunny H. Hwang és kollégái Norell és szerzőtársai művét, továbbá új jellegzetességeket és jobb fosszilis bizonyítékokat felhasználva megállapították, hogy a madarakat (az avialae-kat) jobb a dromaeosauridák és a troodontidák unokatestvéreinek tekinteni.
Az őslénykutatók közötti jelenlegi megegyezés elfogadja Hwang és kollégái (2002-es) következtetését, ami alapján a dromaeosauridák jóval közelebb állnak a troodontidákhoz, és együtt alkotják a Deinonychosauria kládot. A Deinonychosauria viszont az Avialae testvér taxonja, így a deinonychosaurusok az avialae madarak legközelebbi rokonainak tekinthetők. Az őslénykutatók közötti megegyezés szerint még nincs elegendő bizonyíték annak eldöntésére, hogy a dromaeosauridák tudtak-e repülni vagy vitorlázni, illetve, hogy olyan ősökből fejlődtek-e ki, amelyek képesek voltak erre.

### Alternatív elméletek és röpképtelenség
A dromaeosauridák annyira madárszerűek voltak, hogy egyes kutatók kijelentették, hogy jobb lenne, ha ezeket az állatokat a madarak közé sorolnák be. Először is, mivel tollaik voltak, a dromaeosauridák (több más coelurosaurus theropoda dinoszaurusszal együtt) a „madár” szó, illetve az „Aves” hagyományos definíciója értelmében „madarak”. Lawrence Witmer és más tudósok azonban kijelentették, hogy a Caudipteryxhez hasonló theropodákat madárnak nevezni amiatt, hogy tollakkal rendelkeztek, annyira kiterjesztheti a szó jelentését, hogy az használhatatlanná válik. (Lásd az Avialae szócikket az Aves és az Avialae kládok vitatott definícióival kapcsolatban.)

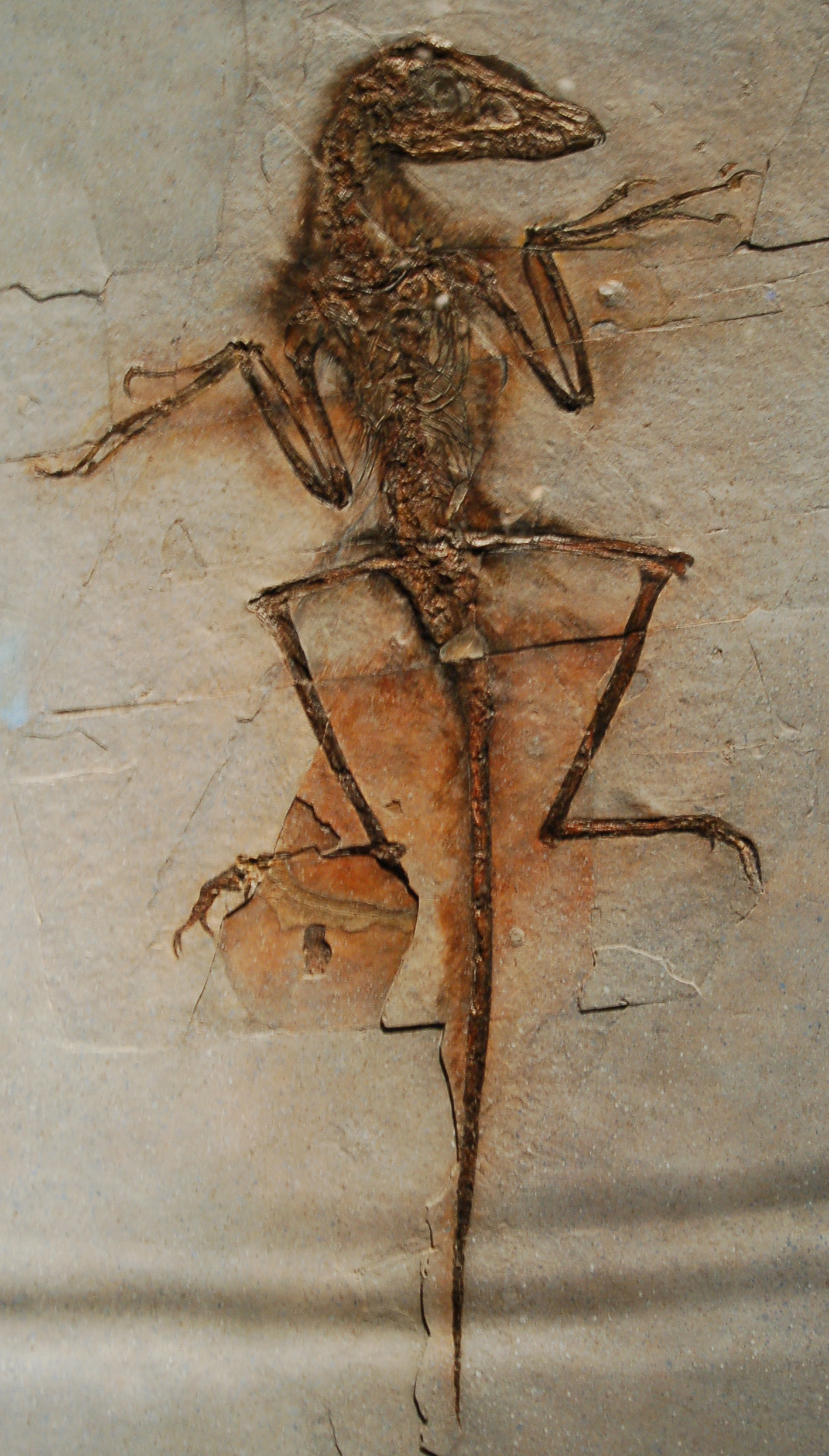
Egy névtelen microraptorina fajhoz tartozó, NGMC 91 katalógusszámú, kiterjedt tollazatú példány fosszilizálódott lenyomata

A kutatók legalább két csoportja vetette fel a dromaeosauridák repülő ősöktől való származásának elméletét. Az ilyen elméletekre néha „Birds Came First” („A madarak voltak az elsők”) (röviden: BCF) néven hivatkoznak. Az első BCF szerzőnek rendszerint George Olshevskyt tekintik. Gregory S. Paul 2002-es művében több dromaeosaurida csontváz jellegzetességre is rámutatott, amelyeket úgy értelmezett, hogy az egész csoport repülő, talán Archaeopteryxszerű dinoszaurusz ősöktől való származását bizonyítják. Véleménye szerint a nagyobb dromaeosauridák másodlagosan váltak röpképtelenné, a ma élő strucchoz hasonlóan. 1988-ban felvetette, hogy a dromaeosauridák közelebbi rokonságban állhattak a modern madarakkal, mint az Archaeopteryxszel. 2002-től azonban Paul a dromaeosauridákat és az Archaeopteryxet már egymás legközelebbi rokonaiként helyezte el.
2002-ben, Hwang és szerzőtársai úgy ítélték meg, hogy a Microraptor volt a legkezdetlegesebb dromaeosaurida. Xu és kollégái 2003-ban utaltak a Microraptor bazális helyzetére, emellett pedig a tollait és szárnya jellemzőit olyan bizonyítékoknak tekintették, amelyek alapján az ősi dromaeosaurida képes volt a vitorlázásra. Eszerint a nagyobb dromaeosauridák másodjára váltak talajlakóvá, az evolúciós történetük során később veszítve el vitorlázó képességüket.
Szintén 2002-ben, Steven Czerkas leírást készített a Cryptovolansról, melyet a Microraptor valószínű szinonimájának tartott. A fosszíliát hibásan, csak két szárnnyal rekonstruálta, és emiatt nem azt állapította meg, hogy lehetősége volt a vitorlázórepülésre, hanem azt, hogy madárszerűen repült. Czerkas később készített egy javított rekonstrukciót is, ami a Microraptoréhoz hasonló lett.
Más kutatók, mint például Larry Martin, úgy ítélték meg, hogy a dromaeosauridák az összes maniraptorával együtt nem tartoznak a dinoszauruszok közé. Martin évtizedeken át azt állította, hogy a madarak nem állnak rokonságban a maniraptorákkal, de 2004-ben megváltozott az álláspontja, és jelenleg egyetért azzal, hogy a két csoport a legközelebbi rokonságban áll egymással. Martin szerint a maniraptorák másodlagosan röpképtelen madarak, emellett pedig úgy véli, hogy a madarak nem dinoszaurusz archosaurusokból fejlődtek ki, és hogy a korábban theropodának nevezett fajok többsége nem sorolható be dinoszauruszként.

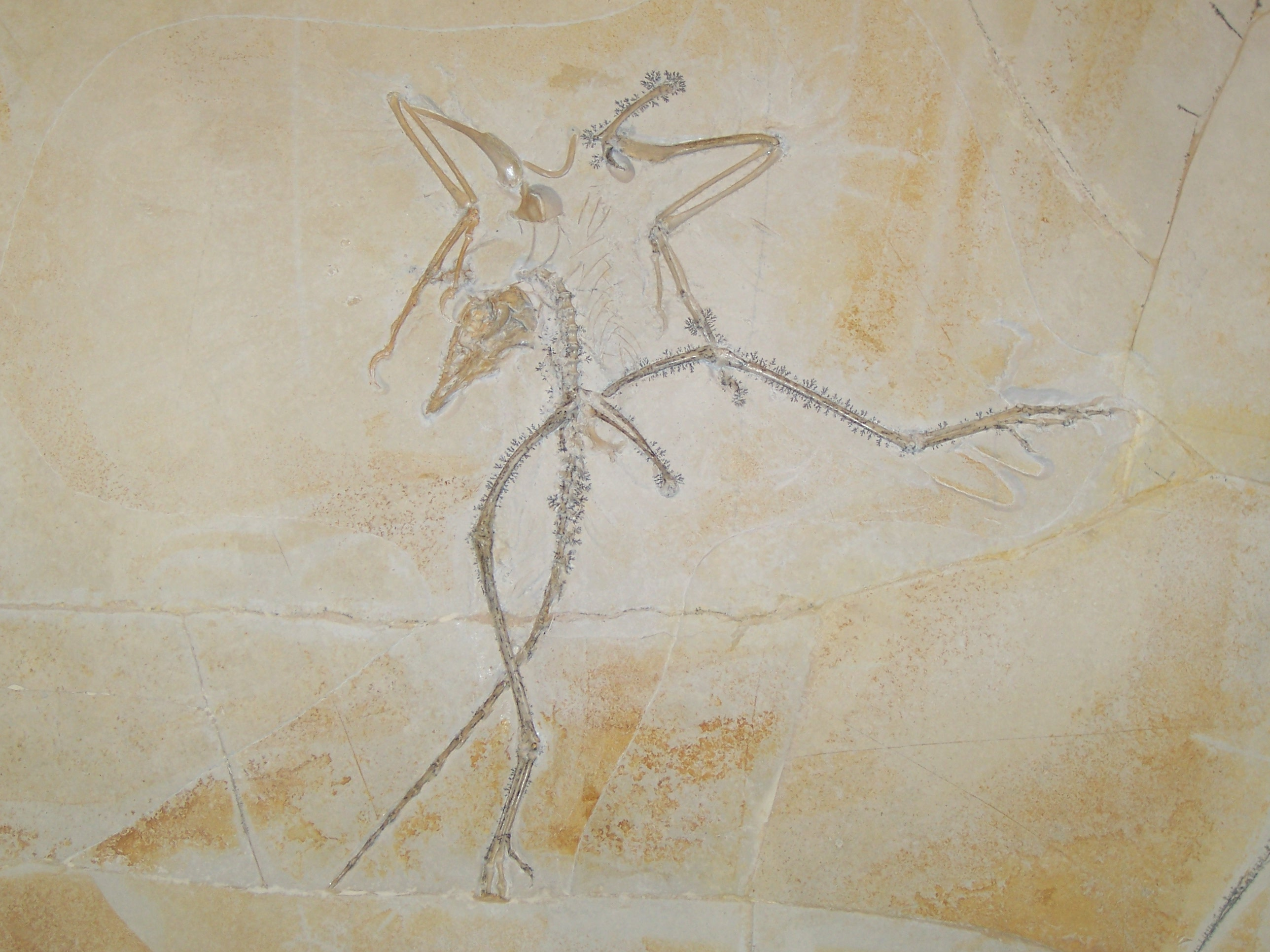
Az Archaeopteryx Thermopolis-példánya, melynél szintén látható a túlfeszíthető második ujj

2005-ben Gerald Mayr, Burkhard Pohl és D. Stefan Peters leírást készített az Archaeopteryx egy igen jó állapotban megmaradt példányának anatómiájáról, és úgy ítélték meg, hogy az sokkal közelebb állt a röpképtelen theropodákéhoz, mint ahogy azt korábban gondolták. Úgy találták, hogy az Archaeopteryx kezdetleges szájpaddal, előrefelé álló halluxszal és túlfeszíthető második lábujjal rendelkezett. Filogenetikus elemzésük arra a vitatott eredményre vezetett, hogy a Confuciusornis közelebb állt a Microraptorhoz, mint az Archaeopteryxhez, ami az Avialae-t parafiletikus taxonná teszi. Emellett kijelentették, hogy az ősmadár képes volt a vitorlázórepülésre, a dromaeosauridák és a troodontidák pedig másodlagosan váltak röpképtelenné (azaz elvesztették a vitorlázás képességét). Ezt az eredményt Ian J. Corfe és Richard J. Butler módszertani alapon kétségbe vonta.
Ezen alternatív lehetőségek mindegyikét megkérdőjelezte az Alan H. Turner és kollégái által 2007-ben, egy új dromaeosauridáról, a Mahakaláról készített leírás, amely ezt az állatot a Dromaeosauridae család legbazálisabb, a Microraptornál is fejletlenebb tagjának találta. A Mahakala karjai rövidek voltak, és nem volt képes a vitorlázásra. Turner és szerzőtársai ebből arra következtettek, hogy a repülés csak az Avialae kládon belül fejlődött ki, ami azt jelenti, hogy az ősi dromaeosauridák nem voltak képesek sem vitorlázni, sem repülni.

### Taxonómia

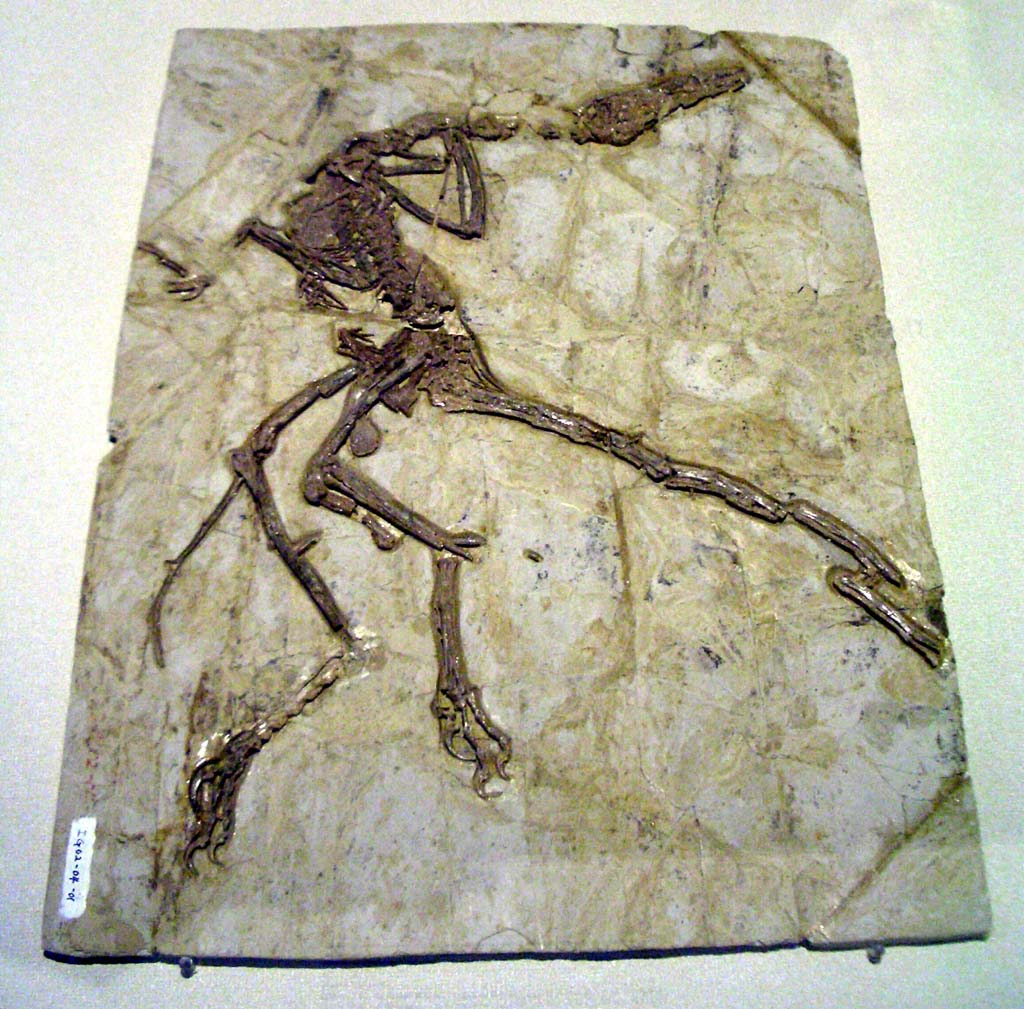
Dromaeosaurida fosszília a Hongkongi Tudomány Múzeumában

A Dromaeosauridae család megalkotása William Diller Matthew és Barnum Brown nevéhez fűződik, akik a csoportot 1922-ben alcsaládként hozták létre a Deinodontidae családon belül egyetlen nem, a Dromaeosaurus számára. A Dromaeosauridae, a Troodontidae családdal együtt alkotja a Deinonychosauria alrendágat.
A Dromaeosauridae alcsaládjainak tartalma az új elemzések alapján gyakran változik, de jellemzően megtalálhatók bennük az alább felsorolt csoportok. Több dromaeosauridát a filogenetikus elemzés legtöbbször egyetlen alcsaládhoz sem kapcsolt a maradványaik töredékes természete miatt (lásd lentebb a „Törzsfejlődés” szakaszt), illetve amiatt, mert bazálisak a Dromaeosauridae elsődleges alcsoportjaihoz viszonyítva (a Mahakala például a legbazálisabb dromaeosaurida és nem tartozik egyetlen elnevezett alcsoportba sem). A legbazálisabb dromaeosaurida alcsaládnak legtöbbször az Unenlagiinae bizonyul. Ez a rejtélyes csoport a dromaeosauridák legkevésbé támogatott alcsaládja, és lehetséges, hogy a tagjai egy része vagy egésze más családhoz tartozik. Az olyan nagyobb talajlakó nemek, mint a Buitreraptor és az Unenlagia, jelentős repülő adaptációkkal rendelkeznek, azonban valószínűleg túl nagyok voltak a felszálláshoz. A csoport egyik tagja, az apró Rahonavis jól fejlett szárnyain (a repülőtollak kapcsolódási pontjaiként szolgáló) tollszár csomók találhatók, és nagyon valószínű, hogy az állat képes volt repülni. A második legkezdetlegesebb dromaeosaurida klád a Microraptoria. Ez a csoport többet is tartalmaz a legkisebb dromaeosauridák közül, melyeknek a fákon való élethez szükséges adaptációik voltak. Az összes ismertté vált dromaeosaurida bőrlenyomat e csoport tagjaitól származik, és mindegyikük kiterjedt tollazatról és jól fejlett szárnyakról árulkodik. Az unenlagiinákhoz hasonlóan egyes fajok képesek lehettek az aktív repülésre. A Velociraptorinae alcsalád hagyomány szerint a Velociraptor, a Deinonychus és a Saurornitholestes nemeket tartalmazza, de miközben a később felfedezett Tsaagan szintén e csoportba került, a Saurornitholestes ide tartozása továbbra is bizonytalan. A Dromaeosaurinae rendszerint olyan csoportnak bizonyul, amely közepes és óriás méretű, doboz alakú koponyával rendelkező fajokat foglal magába (a többi alcsaládra a keskeny koponya jellemző).

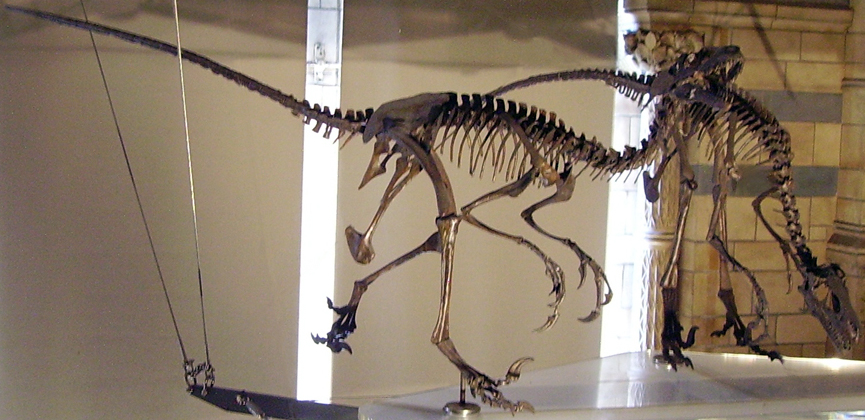
A dromaeosaurinák közé tartozó Dromaeosaurus

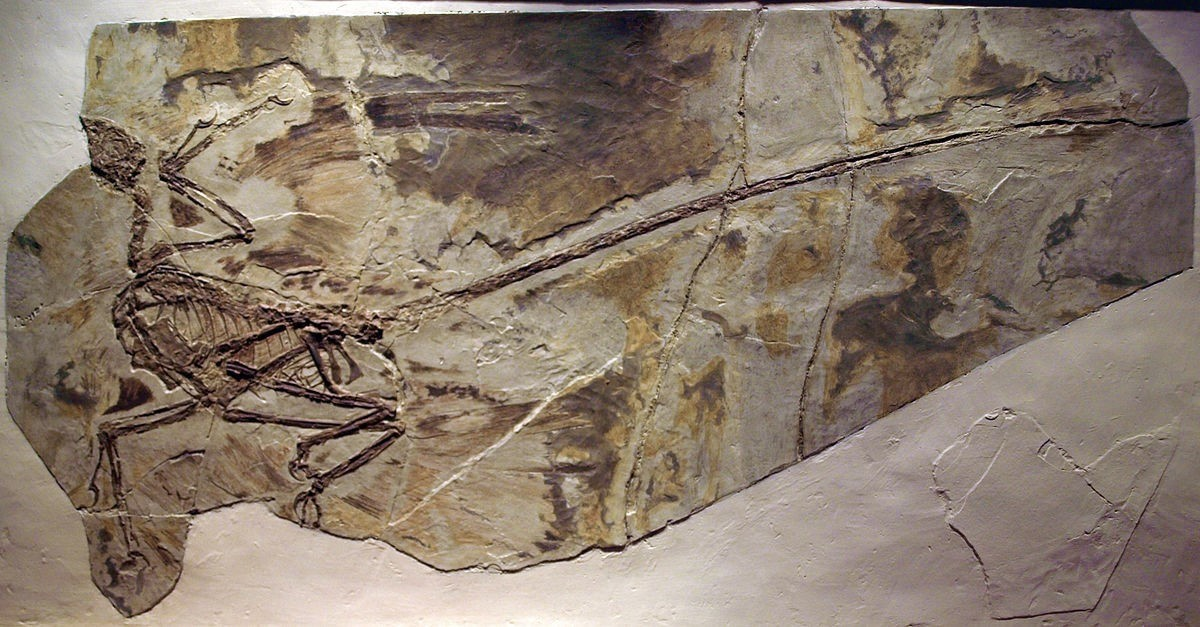
A microraptorinák közé tartozó Microraptor

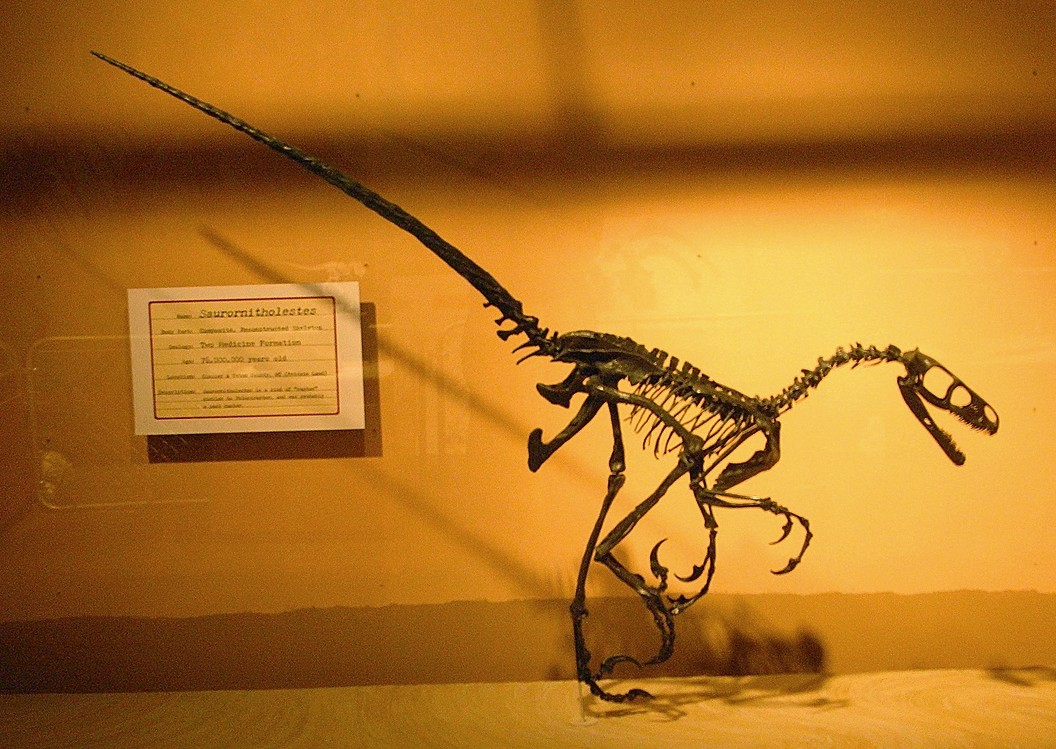
A saurornitholestinák közé tartozó Saurornitholestes

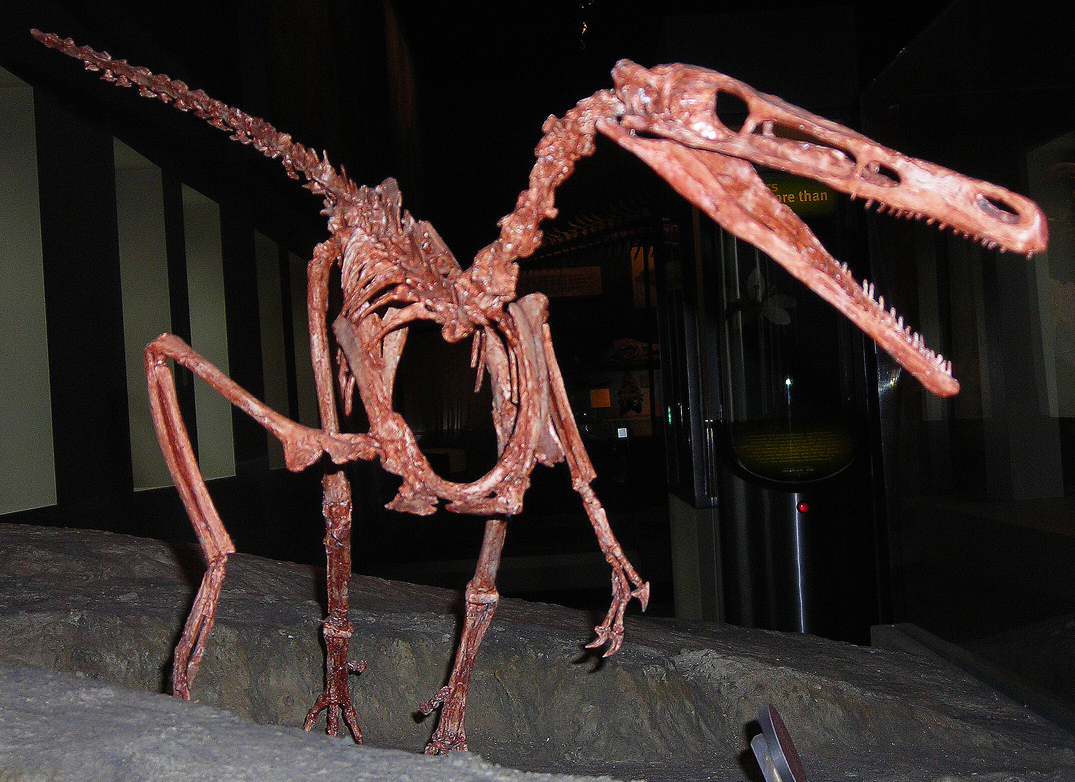
Az unenlagiinák közé tartozó Buitreraptor

Az alábbi, különféle dromaeosauridákat tartalmazó osztályozás Holtz 2010-es táblázatát követi, az ettől való eltéréseket külön megjegyzések jelzik.
- Dromaeosauridae család
  - Dromaeosauroides
  - Luanchuanraptor
  - Mahakala
  - Pamparaptor[61]
  - Ornithodesmus
  - Tianyuraptor
  - Variraptor (=Pyroraptor?)
  - Microraptorinae alcsalád
    - Graciliraptor
    - Hesperonychus
    - Microraptor (=Cryptovolans?)
    - Sinornithosaurus

  - Unenlagiinae alcsalád[62]
    - Austroraptor[63]
    - Buitreraptor
    - Neuquenraptor
    - Rahonavis
    - Shanag?
    - Unenlagia
    - Unquillosaurus

  - Eudromaeosauria[10]
  - Dromaeosaurinae alcsalád
  - Saurornitholestinae alcsalád
  - Velociraptorinae alcsalád

### Törzsfejlődés
A Dromaeosauridae családot elsőként Paul Sereno definiálta kládként, 1998-ban, olyan természetes csoportként, amely tartalmazza a Dromaeosaurus albertensist, de nem tartalmazza a Troodon formosust, az Ornithomimus edmontonicust és a Passer domesticust. A különböző alcsaládokat szintén újradefiniálták kládként, rendszerint beléjük sorolva az összes olyan fajt, amely közelebbi rokonságban áll a csoport névadójával, mint a Dromaeosaurusszal, illetve a többi alklád névadójával (például Makovicky definíciója szerint az Unenlagiinae klád tartalmaz minden olyan dromaeosauridát, amely közelebb áll az Unenlagiához, mint a Velociraptorhoz). A Microraptoria az egyetlen olyan dromaeosaurida alklád, amit nem egy alcsaládból hoztak létre. Senter és kollégái határozottan olyan nevet akartak választani, ami nem az alcsaládok szokványos -inae utótagjával végződik, hogy elkerüljék a hagyományos család csoport taxonok értelmezésével járó problémákat (azaz, hogy ne tartalmazzon hasonló szintű taxonokat), emiatt a klád a Dromaeosauridae családon kívülre került. Sereno később előállt egy javított definícióval, amely tartalmazta a Microraptort is annak érdekében, hogy az alcsoport a Dromaeosauridae család részévé váljon, és a Mircoraptoria helyett bevezette a Microraptorinae csoportot Senter és szerzőtársai nevében, annak ellenére, hogy ez a klád csak a saját online TaxonSearch adatbázisában található meg, hivatalosan még nem publikálták.
Az alábbi kladogram Nicholas Longrich és Philip J. Currie 2009-es elemzése alapján készült.
|         | Rahonavis |
|         | |
| unnamed | \| \| Unenlagia \| \| \| \| \| \| Unenlagia? paynemili \| \| \| \| \| \| Neuquenraptor \| \| \| \| \| \| Austroraptor \| \| \| \| \| \| Buitreraptor \| \| \| \| |
|         | \| \| Unenlagia \| \| \| \| \| \| Unenlagia? paynemili \| \| \| \| \| \| Neuquenraptor \| \| \| \| \| \| Austroraptor \| \| \| \| \| \| Buitreraptor \| \| \| \| |
|         | Unenlagia |
|         | |
|         | Unenlagia? paynemili |
|         | |
|         | Neuquenraptor |
|         | |
|         | Austroraptor |
|         | |
|         | Buitreraptor |
|         | |

|  | Unenlagia            |
|  |                      |
|  | Unenlagia? paynemili |
|  |                      |
|  | Neuquenraptor        |
|  |                      |
|  | Austroraptor         |
|  |                      |
|  | Buitreraptor         |
|  |                      |

|  | Microraptor      |
|  |                  |
|  | Shanag           |
|  |                  |
|  | Graciliraptor    |
|  |                  |
|  | Sinornithosaurus |
|  |                  |
|  | Hesperonychus    |
|  |                  |

|  | Saurornitholestes |
|  |                   |
|  | Atrociraptor      |
|  |                   |
|  | Bambiraptor       |
|  |                   |

|  | Velociraptor |
|  |              |
|  | Itemirus     |
|  |              |

|  | Adasaurus |
|  |           |
|  | Tsaagan   |
|  |           |

|  | Velociraptor |
|  |              |
|  | Itemirus     |
|  |              |

|  | Adasaurus |
|  |           |
|  | Tsaagan   |
|  |           |

|  | Dromaeosaurus |
|  |               |
|  | Utahraptor    |
|  |               |
|  | Achillobator  |
|  |               |

|  | Velociraptor |
|  |              |
|  | Itemirus     |
|  |              |

|  | Adasaurus |
|  |           |
|  | Tsaagan   |
|  |           |

|  | Velociraptor |
|  |              |
|  | Itemirus     |
|  |              |

|  | Adasaurus |
|  |           |
|  | Tsaagan   |
|  |           |

|  | Dromaeosaurus |
|  |               |
|  | Utahraptor    |
|  |               |
|  | Achillobator  |
|  |               |

|  | Velociraptor |
|  |              |
|  | Itemirus     |
|  |              |

|  | Adasaurus |
|  |           |
|  | Tsaagan   |
|  |           |

|  | Velociraptor |
|  |              |
|  | Itemirus     |
|  |              |

|  | Adasaurus |
|  |           |
|  | Tsaagan   |
|  |           |

|  | Dromaeosaurus |
|  |               |
|  | Utahraptor    |
|  |               |
|  | Achillobator  |
|  |               |

|  | Velociraptor |
|  |              |
|  | Itemirus     |
|  |              |

|  | Adasaurus |
|  |           |
|  | Tsaagan   |
|  |           |

|  | Velociraptor |
|  |              |
|  | Itemirus     |
|  |              |

|  | Adasaurus |
|  |           |
|  | Tsaagan   |
|  |           |

|  | Dromaeosaurus |
|  |               |
|  | Utahraptor    |
|  |               |
|  | Achillobator  |
|  |               |

|  | Saurornitholestes |
|  |                   |
|  | Atrociraptor      |
|  |                   |
|  | Bambiraptor       |
|  |                   |

|  | Velociraptor |
|  |              |
|  | Itemirus     |
|  |              |

|  | Adasaurus |
|  |           |
|  | Tsaagan   |
|  |           |

|  | Velociraptor |
|  |              |
|  | Itemirus     |
|  |              |

|  | Adasaurus |
|  |           |
|  | Tsaagan   |
|  |           |

|  | Dromaeosaurus |
|  |               |
|  | Utahraptor    |
|  |               |
|  | Achillobator  |
|  |               |

|  | Velociraptor |
|  |              |
|  | Itemirus     |
|  |              |

|  | Adasaurus |
|  |           |
|  | Tsaagan   |
|  |           |

|  | Velociraptor |
|  |              |
|  | Itemirus     |
|  |              |

|  | Adasaurus |
|  |           |
|  | Tsaagan   |
|  |           |

|  | Dromaeosaurus |
|  |               |
|  | Utahraptor    |
|  |               |
|  | Achillobator  |
|  |               |

|  | Velociraptor |
|  |              |
|  | Itemirus     |
|  |              |

|  | Adasaurus |
|  |           |
|  | Tsaagan   |
|  |           |

|  | Velociraptor |
|  |              |
|  | Itemirus     |
|  |              |

|  | Adasaurus |
|  |           |
|  | Tsaagan   |
|  |           |

|  | Dromaeosaurus |
|  |               |
|  | Utahraptor    |
|  |               |
|  | Achillobator  |
|  |               |

|  | Velociraptor |
|  |              |
|  | Itemirus     |
|  |              |

|  | Adasaurus |
|  |           |
|  | Tsaagan   |
|  |           |

|  | Velociraptor |
|  |              |
|  | Itemirus     |
|  |              |

|  | Adasaurus |
|  |           |
|  | Tsaagan   |
|  |           |

|  | Dromaeosaurus |
|  |               |
|  | Utahraptor    |
|  |               |
|  | Achillobator  |
|  |               |

|  | Microraptor      |
|  |                  |
|  | Shanag           |
|  |                  |
|  | Graciliraptor    |
|  |                  |
|  | Sinornithosaurus |
|  |                  |
|  | Hesperonychus    |
|  |                  |

|  | Saurornitholestes |
|  |                   |
|  | Atrociraptor      |
|  |                   |
|  | Bambiraptor       |
|  |                   |

|  | Velociraptor |
|  |              |
|  | Itemirus     |
|  |              |

|  | Adasaurus |
|  |           |
|  | Tsaagan   |
|  |           |

|  | Velociraptor |
|  |              |
|  | Itemirus     |
|  |              |

|  | Adasaurus |
|  |           |
|  | Tsaagan   |
|  |           |

|  | Dromaeosaurus |
|  |               |
|  | Utahraptor    |
|  |               |
|  | Achillobator  |
|  |               |

|  | Velociraptor |
|  |              |
|  | Itemirus     |
|  |              |

|  | Adasaurus |
|  |           |
|  | Tsaagan   |
|  |           |

|  | Velociraptor |
|  |              |
|  | Itemirus     |
|  |              |

|  | Adasaurus |
|  |           |
|  | Tsaagan   |
|  |           |

|  | Dromaeosaurus |
|  |               |
|  | Utahraptor    |
|  |               |
|  | Achillobator  |
|  |               |

|  | Velociraptor |
|  |              |
|  | Itemirus     |
|  |              |

|  | Adasaurus |
|  |           |
|  | Tsaagan   |
|  |           |

|  | Velociraptor |
|  |              |
|  | Itemirus     |
|  |              |

|  | Adasaurus |
|  |           |
|  | Tsaagan   |
|  |           |

|  | Dromaeosaurus |
|  |               |
|  | Utahraptor    |
|  |               |
|  | Achillobator  |
|  |               |

|  | Velociraptor |
|  |              |
|  | Itemirus     |
|  |              |

|  | Adasaurus |
|  |           |
|  | Tsaagan   |
|  |           |

|  | Velociraptor |
|  |              |
|  | Itemirus     |
|  |              |

|  | Adasaurus |
|  |           |
|  | Tsaagan   |
|  |           |

|  | Dromaeosaurus |
|  |               |
|  | Utahraptor    |
|  |               |
|  | Achillobator  |
|  |               |

|  | Saurornitholestes |
|  |                   |
|  | Atrociraptor      |
|  |                   |
|  | Bambiraptor       |
|  |                   |

|  | Velociraptor |
|  |              |
|  | Itemirus     |
|  |              |

|  | Adasaurus |
|  |           |
|  | Tsaagan   |
|  |           |

|  | Velociraptor |
|  |              |
|  | Itemirus     |
|  |              |

|  | Adasaurus |
|  |           |
|  | Tsaagan   |
|  |           |

|  | Dromaeosaurus |
|  |               |
|  | Utahraptor    |
|  |               |
|  | Achillobator  |
|  |               |

|  | Velociraptor |
|  |              |
|  | Itemirus     |
|  |              |

|  | Adasaurus |
|  |           |
|  | Tsaagan   |
|  |           |

|  | Velociraptor |
|  |              |
|  | Itemirus     |
|  |              |

|  | Adasaurus |
|  |           |
|  | Tsaagan   |
|  |           |

|  | Dromaeosaurus |
|  |               |
|  | Utahraptor    |
|  |               |
|  | Achillobator  |
|  |               |

|  | Velociraptor |
|  |              |
|  | Itemirus     |
|  |              |

|  | Adasaurus |
|  |           |
|  | Tsaagan   |
|  |           |

|  | Velociraptor |
|  |              |
|  | Itemirus     |
|  |              |

|  | Adasaurus |
|  |           |
|  | Tsaagan   |
|  |           |

|  | Dromaeosaurus |
|  |               |
|  | Utahraptor    |
|  |               |
|  | Achillobator  |
|  |               |

|  | Velociraptor |
|  |              |
|  | Itemirus     |
|  |              |

|  | Adasaurus |
|  |           |
|  | Tsaagan   |
|  |           |

|  | Velociraptor |
|  |              |
|  | Itemirus     |
|  |              |

|  | Adasaurus |
|  |           |
|  | Tsaagan   |
|  |           |

|  | Dromaeosaurus |
|  |               |
|  | Utahraptor    |
|  |               |
|  | Achillobator  |
|  |               |

|         | Rahonavis |
|         | |
| unnamed | \| \| Unenlagia \| \| \| \| \| \| Unenlagia? paynemili \| \| \| \| \| \| Neuquenraptor \| \| \| \| \| \| Austroraptor \| \| \| \| \| \| Buitreraptor \| \| \| \| |
|         | \| \| Unenlagia \| \| \| \| \| \| Unenlagia? paynemili \| \| \| \| \| \| Neuquenraptor \| \| \| \| \| \| Austroraptor \| \| \| \| \| \| Buitreraptor \| \| \| \| |
|         | Unenlagia |
|         | |
|         | Unenlagia? paynemili |
|         | |
|         | Neuquenraptor |
|         | |
|         | Austroraptor |
|         | |
|         | Buitreraptor |
|         | |

|  | Unenlagia            |
|  |                      |
|  | Unenlagia? paynemili |
|  |                      |
|  | Neuquenraptor        |
|  |                      |
|  | Austroraptor         |
|  |                      |
|  | Buitreraptor         |
|  |                      |

|  | Microraptor      |
|  |                  |
|  | Shanag           |
|  |                  |
|  | Graciliraptor    |
|  |                  |
|  | Sinornithosaurus |
|  |                  |
|  | Hesperonychus    |
|  |                  |

|  | Saurornitholestes |
|  |                   |
|  | Atrociraptor      |
|  |                   |
|  | Bambiraptor       |
|  |                   |

|  | Velociraptor |
|  |              |
|  | Itemirus     |
|  |              |

|  | Adasaurus |
|  |           |
|  | Tsaagan   |
|  |           |

|  | Velociraptor |
|  |              |
|  | Itemirus     |
|  |              |

|  | Adasaurus |
|  |           |
|  | Tsaagan   |
|  |           |

|  | Dromaeosaurus |
|  |               |
|  | Utahraptor    |
|  |               |
|  | Achillobator  |
|  |               |

|  | Velociraptor |
|  |              |
|  | Itemirus     |
|  |              |

|  | Adasaurus |
|  |           |
|  | Tsaagan   |
|  |           |

|  | Velociraptor |
|  |              |
|  | Itemirus     |
|  |              |

|  | Adasaurus |
|  |           |
|  | Tsaagan   |
|  |           |

|  | Dromaeosaurus |
|  |               |
|  | Utahraptor    |
|  |               |
|  | Achillobator  |
|  |               |

|  | Velociraptor |
|  |              |
|  | Itemirus     |
|  |              |

|  | Adasaurus |
|  |           |
|  | Tsaagan   |
|  |           |

|  | Velociraptor |
|  |              |
|  | Itemirus     |
|  |              |

|  | Adasaurus |
|  |           |
|  | Tsaagan   |
|  |           |

|  | Dromaeosaurus |
|  |               |
|  | Utahraptor    |
|  |               |
|  | Achillobator  |
|  |               |

|  | Velociraptor |
|  |              |
|  | Itemirus     |
|  |              |

|  | Adasaurus |
|  |           |
|  | Tsaagan   |
|  |           |

|  | Velociraptor |
|  |              |
|  | Itemirus     |
|  |              |

|  | Adasaurus |
|  |           |
|  | Tsaagan   |
|  |           |

|  | Dromaeosaurus |
|  |               |
|  | Utahraptor    |
|  |               |
|  | Achillobator  |
|  |               |

|  | Saurornitholestes |
|  |                   |
|  | Atrociraptor      |
|  |                   |
|  | Bambiraptor       |
|  |                   |

|  | Velociraptor |
|  |              |
|  | Itemirus     |
|  |              |

|  | Adasaurus |
|  |           |
|  | Tsaagan   |
|  |           |

|  | Velociraptor |
|  |              |
|  | Itemirus     |
|  |              |

|  | Adasaurus |
|  |           |
|  | Tsaagan   |
|  |           |

|  | Dromaeosaurus |
|  |               |
|  | Utahraptor    |
|  |               |
|  | Achillobator  |
|  |               |

|  | Velociraptor |
|  |              |
|  | Itemirus     |
|  |              |

|  | Adasaurus |
|  |           |
|  | Tsaagan   |
|  |           |

|  | Velociraptor |
|  |              |
|  | Itemirus     |
|  |              |

|  | Adasaurus |
|  |           |
|  | Tsaagan   |
|  |           |

|  | Dromaeosaurus |
|  |               |
|  | Utahraptor    |
|  |               |
|  | Achillobator  |
|  |               |

|  | Velociraptor |
|  |              |
|  | Itemirus     |
|  |              |

|  | Adasaurus |
|  |           |
|  | Tsaagan   |
|  |           |

|  | Velociraptor |
|  |              |
|  | Itemirus     |
|  |              |

|  | Adasaurus |
|  |           |
|  | Tsaagan   |
|  |           |

|  | Dromaeosaurus |
|  |               |
|  | Utahraptor    |
|  |               |
|  | Achillobator  |
|  |               |

|  | Velociraptor |
|  |              |
|  | Itemirus     |
|  |              |

|  | Adasaurus |
|  |           |
|  | Tsaagan   |
|  |           |

|  | Velociraptor |
|  |              |
|  | Itemirus     |
|  |              |

|  | Adasaurus |
|  |           |
|  | Tsaagan   |
|  |           |

|  | Dromaeosaurus |
|  |               |
|  | Utahraptor    |
|  |               |
|  | Achillobator  |
|  |               |

|  | Microraptor      |
|  |                  |
|  | Shanag           |
|  |                  |
|  | Graciliraptor    |
|  |                  |
|  | Sinornithosaurus |
|  |                  |
|  | Hesperonychus    |
|  |                  |

|  | Saurornitholestes |
|  |                   |
|  | Atrociraptor      |
|  |                   |
|  | Bambiraptor       |
|  |                   |

|  | Velociraptor |
|  |              |
|  | Itemirus     |
|  |              |

|  | Adasaurus |
|  |           |
|  | Tsaagan   |
|  |           |

|  | Velociraptor |
|  |              |
|  | Itemirus     |
|  |              |

|  | Adasaurus |
|  |           |
|  | Tsaagan   |
|  |           |

|  | Dromaeosaurus |
|  |               |
|  | Utahraptor    |
|  |               |
|  | Achillobator  |
|  |               |

|  | Velociraptor |
|  |              |
|  | Itemirus     |
|  |              |

|  | Adasaurus |
|  |           |
|  | Tsaagan   |
|  |           |

|  | Velociraptor |
|  |              |
|  | Itemirus     |
|  |              |

|  | Adasaurus |
|  |           |
|  | Tsaagan   |
|  |           |

|  | Dromaeosaurus |
|  |               |
|  | Utahraptor    |
|  |               |
|  | Achillobator  |
|  |               |

|  | Velociraptor |
|  |              |
|  | Itemirus     |
|  |              |

|  | Adasaurus |
|  |           |
|  | Tsaagan   |
|  |           |

|  | Velociraptor |
|  |              |
|  | Itemirus     |
|  |              |

|  | Adasaurus |
|  |           |
|  | Tsaagan   |
|  |           |

|  | Dromaeosaurus |
|  |               |
|  | Utahraptor    |
|  |               |
|  | Achillobator  |
|  |               |

|  | Velociraptor |
|  |              |
|  | Itemirus     |
|  |              |

|  | Adasaurus |
|  |           |
|  | Tsaagan   |
|  |           |

|  | Velociraptor |
|  |              |
|  | Itemirus     |
|  |              |

|  | Adasaurus |
|  |           |
|  | Tsaagan   |
|  |           |

|  | Dromaeosaurus |
|  |               |
|  | Utahraptor    |
|  |               |
|  | Achillobator  |
|  |               |

|  | Saurornitholestes |
|  |                   |
|  | Atrociraptor      |
|  |                   |
|  | Bambiraptor       |
|  |                   |

|  | Velociraptor |
|  |              |
|  | Itemirus     |
|  |              |

|  | Adasaurus |
|  |           |
|  | Tsaagan   |
|  |           |

|  | Velociraptor |
|  |              |
|  | Itemirus     |
|  |              |

|  | Adasaurus |
|  |           |
|  | Tsaagan   |
|  |           |

|  | Dromaeosaurus |
|  |               |
|  | Utahraptor    |
|  |               |
|  | Achillobator  |
|  |               |

|  | Velociraptor |
|  |              |
|  | Itemirus     |
|  |              |

|  | Adasaurus |
|  |           |
|  | Tsaagan   |
|  |           |

|  | Velociraptor |
|  |              |
|  | Itemirus     |
|  |              |

|  | Adasaurus |
|  |           |
|  | Tsaagan   |
|  |           |

|  | Dromaeosaurus |
|  |               |
|  | Utahraptor    |
|  |               |
|  | Achillobator  |
|  |               |

|  | Velociraptor |
|  |              |
|  | Itemirus     |
|  |              |

|  | Adasaurus |
|  |           |
|  | Tsaagan   |
|  |           |

|  | Velociraptor |
|  |              |
|  | Itemirus     |
|  |              |

|  | Adasaurus |
|  |           |
|  | Tsaagan   |
|  |           |

|  | Dromaeosaurus |
|  |               |
|  | Utahraptor    |
|  |               |
|  | Achillobator  |
|  |               |

|  | Velociraptor |
|  |              |
|  | Itemirus     |
|  |              |

|  | Adasaurus |
|  |           |
|  | Tsaagan   |
|  |           |

|  | Velociraptor |
|  |              |
|  | Itemirus     |
|  |              |

|  | Adasaurus |
|  |           |
|  | Tsaagan   |
|  |           |

|  | Dromaeosaurus |
|  |               |
|  | Utahraptor    |
|  |               |
|  | Achillobator  |
|  |               |

## Technikai diagnózis
A dromaeosauridák a következő diagnosztikus jellemzőkkel rendelkeznek: rövid, T alakú homlokcsont, amely a halánték feletti koponyaablak (fenestra supratemporalis) rosztrális szegélyét képezi; a squamosális perem caudolaterális túlnyúlása; a négyszögcsont (os quadratum) laterális nyúlványa, amely érintkezik a felső állcsont hátsó részével (os quadratojugale); a hátcsigolyák lefelé álló nyúlványai (parapophysei); a módosult második lábujj; a farokcsigolyák tövisnyúlványainak és elülső összekötő nyúlványainak (prezygapophyseinek) meghosszabbodása és több csigolya feletti átívelése; a hollócsőrnyúlványon levő üregszerű árok.

## Popkulturális hatás

A Utahraptor ostrommaysorum rekonstrukciója

A dromaeosauridák közé tartozó Velociraptor nagy figyelmet kapott Steven Spielberg 1993-as, Jurassic Park című filmjében való szereplése után. Azonban a filmben látható Velociraptor méretei jóval meghaladták a nem legnagyobb tagjaiét is. Robert Bakker úgy nyilatkozott erről, hogy Spielberg elégedetlen volt a Velociraptor méreteivel, ezért egyszerűen felnagyította az állatot, majd hozzátette, hogy nem sokkal ezt követően elnevezte a Utahraptort, amely még a film „raptorainál” is nagyobb méretet ért el. Gregory S. Paul, a Predatory Dinosaurs of the World (A világ ragadozó dinoszauruszai) című könyvében a Deinonychus antirrhopust a Velociraptor egyik fajának tekintette, és átkeresztelte azt Velociraptor antirrhopusra. Ezt a taxonómiai megoldást széles körben nem támogatták. Michael Crichton a film és annak második része alapjául szolgáló regényében átvette ezt a szinonimát. A filmben látható dromaeosaurida korabeli neve megfelelő volt, de az ábrázolása mai szemmel több szempontból, többek között a tollak hiánya miatt is pontatlan. Bár a Jurassic Park III dromaeosauridáinál megpróbáltak javítani az ábrázoláson, a fej környékét borító tollszerű struktúrák nem emlékeztetnek a fosszilis maradványokból ismert tollakra, illetve azok elrendezésére.
Az Őslények országa című rajzfilmsorozatban a harmadik résztől kezdve több dromaeosaurida is felbukkan.

## Fordítás
Ez a szócikk részben vagy egészben a Dromaeosauridae című angol Wikipédia-szócikk ezen változatának fordításán alapul.  Az eredeti cikk szerkesztőit annak laptörténete sorolja fel. Ez a jelzés csupán a megfogalmazás eredetét és a szerzői jogokat jelzi, nem szolgál a cikkben szereplő információk forrásmegjelöléseként.